# Hrádek u Nechanic
Hrádek (deutsch Bürgles) ist eine Gemeinde in Tschechien. Sie liegt vier Kilometer südöstlich von Nechanice und gehört zum Okres Hradec Králové.

## Geographie
Hrádek befindet sich rechtsseitig des Radostovský potok, eines linken Zuflusses der Bystřice auf der Ostböhmischen Tafel. Nordöstlich erhebt sich der Hügel Jehlický vrch (302 m).
Nachbarorte sind Lubno und Jehlice im Norden, Nový Přím im Nordosten, Stěžírky im Osten, Těchlovice und Radíkovice im Südosten, Libčany und Želí im Süden, Radostov und Boharyně im Südwesten, Kunčice im Westen sowie Stýskal und Nechanice im Nordwesten.

## Geschichte
Die erste schriftliche Erwähnung des Dorfes erfolgte 1377. In Hrádek bestand seit dem 8. bzw. 9. Jahrhundert eine kleine Feste, die als Rittersitz diente. Sie ist bis 1528 nachweisbar. Die Weihe der hölzernen Pfarrkirche St. Georg erfolgte 1384. Während des Dreißigjährigen Krieges wurde die Kirche zerstört und 1694 neu errichtet. In der Mitte des 19. Jahrhunderts ließ Franz de Paula Ernst Graf Harrach im Wald nördlich des Dorfes ein romantisches Schloss im englischen Stil erbauen.

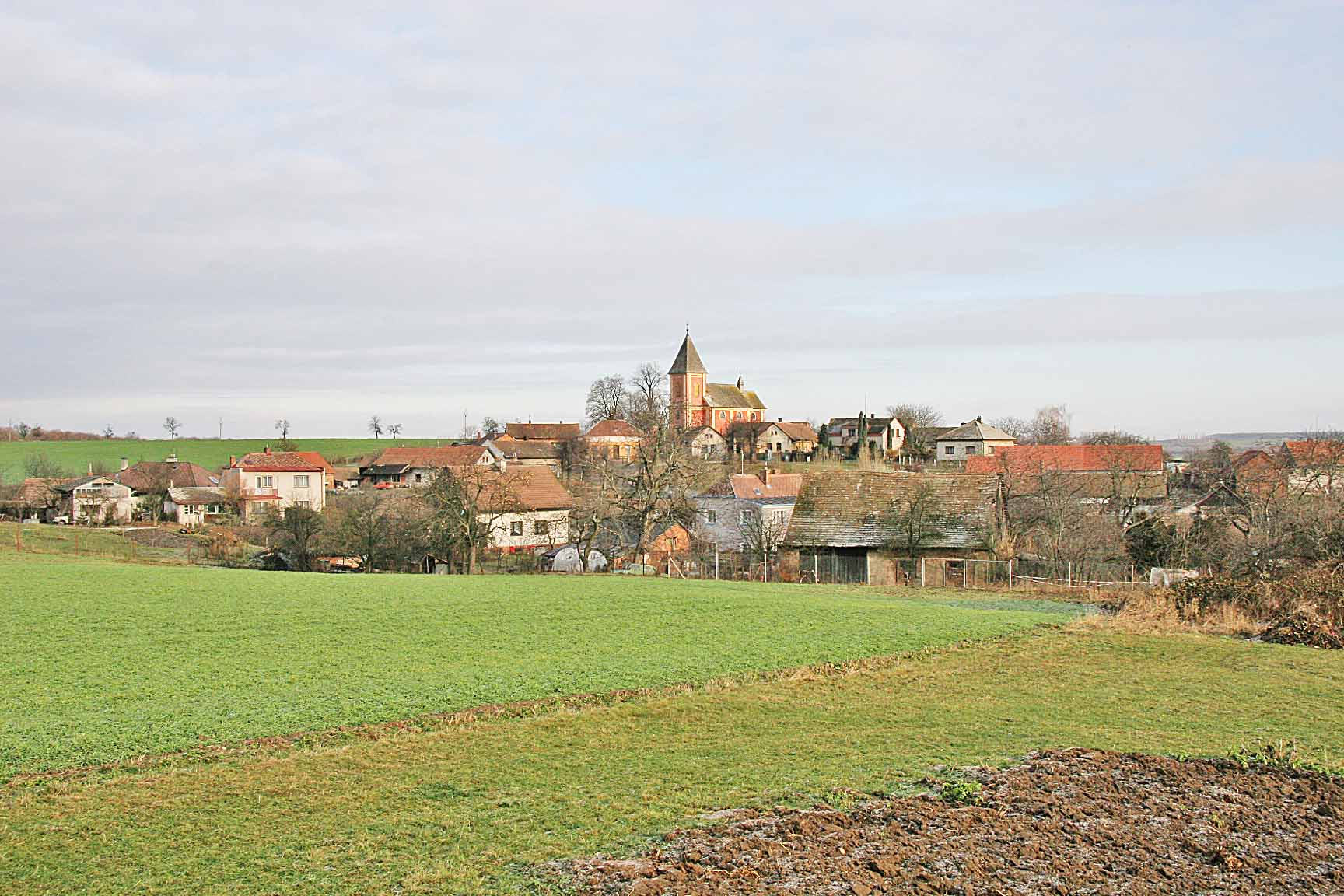
Ansicht des Dorfes

Nach der Aufhebung der Patrimonialherrschaften bildete Hrádek ab 1850 eine Gemeinde im Bezirk Hradec Králové. 1945 erfolgten durch das Beneš-Dekret Nr. 12 die Enteignung der Grafen Harrach und die Verstaatlichung des Schlosses. 1949 wurde Hrádek dem Okres Hradec Králové-okolí zugeordnet. Das Schloss ist seit 1953 öffentlich zugänglich. Seit 1961 gehört die Gemeinde zum Okres Hradec Králové. Im Schlosspark entstand 1991 ein 9-Loch-Golfplatz.

## Gemeindegliederung
Für die Gemeinde Hrádek sind keine Ortsteile ausgewiesen.

## Sehenswürdigkeiten

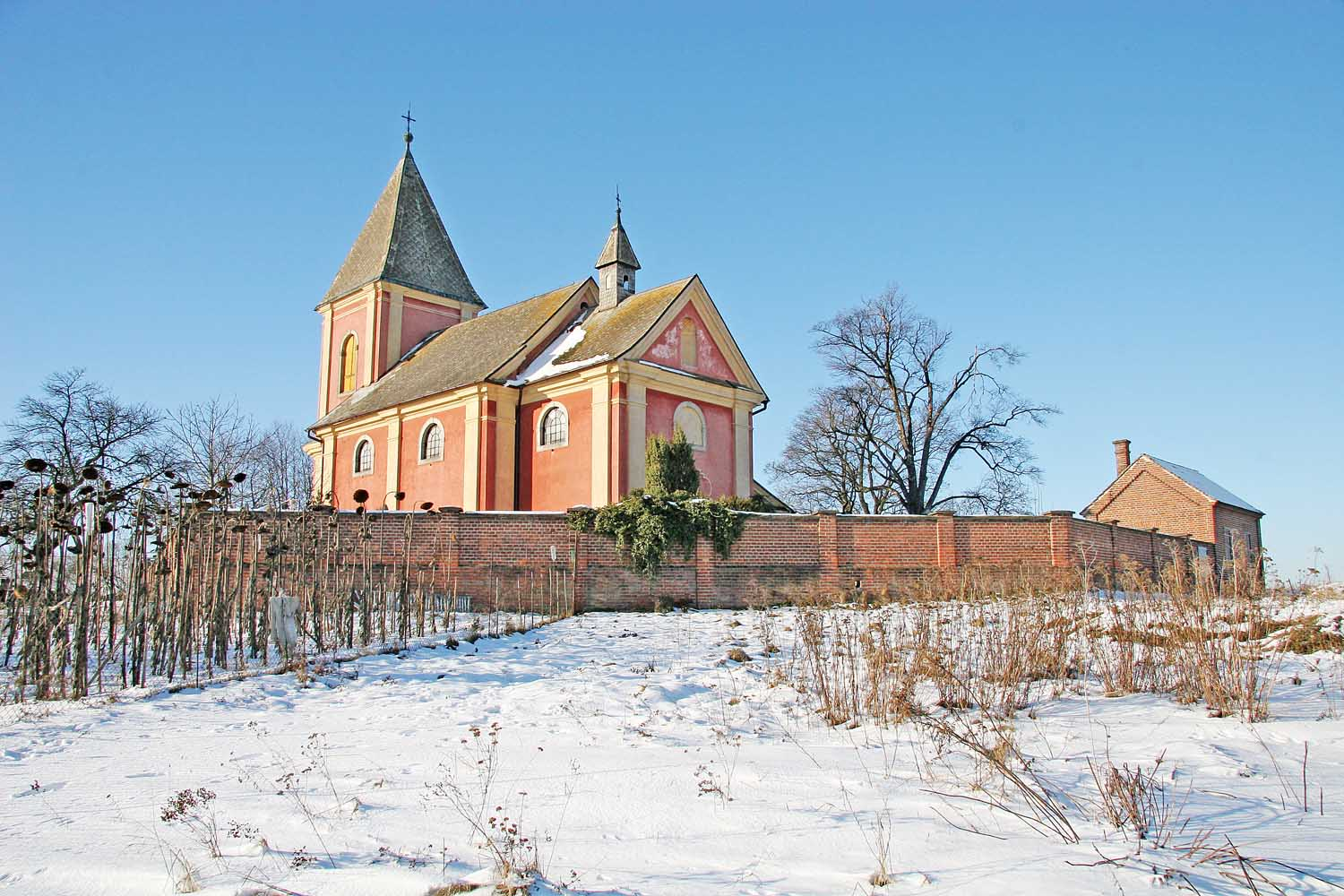
Kirche St. Georg

- Schloss Hrádek u Nechanic, das auch als „Böhmisches Hluboká“ bezeichnete Schloss wurde zwischen 1839 und 1857 für Franz de Paula Ernst Graf Harrach errichtet. Als Vorlage dienten dem Wiener Architekten Karl Fischer dabei die Pläne des Baumeisters Edward Buckton Lamb für einen nicht realisierten Umbau des englischen Herrenhauses Crewe Hall in Cheshire aus der Mitte des 17. Jahrhunderts. Das Schloss liegt auf dem Kataster von Lubno und zum Teil auf Nechanitzer Flur. 2001 erhielt das Schloss seine ursprüngliche Farbgebung mit den harrachroten Türmen zurück.
- Kirche des hl. Georg, das Gotteshaus entstand 1694 anstelle einer 1384 geweihten hölzernen Kirche, die während des Dreißigjährigen Krieges zerstört wurde.
- Kapelle